# Oedistoma iliolophus
El picudo pechigrís (Oedistoma iliolophus) es una especie de ave de la familia Melanocharitidae propia de Nueva Guinea e islas menores aledañas.

## Distribución y hábitat
Se encuentra en la isla de Nueva Guinea, además de las vecinas Waigeo, Yapen y las islas de Entrecasteaux. Sus hábitats naturales son los bosques húmedos tropicales.